# Dominique Laplane
Pour les articles homonymes, voir Laplane.
 (août 2024).
La mise en forme du texte ne suit pas les recommandations de Wikipédia : il faut le « wikifier ».
Les points d'amélioration suivants sont les cas les plus fréquents. Le détail des points à revoir est peut-être précisé sur la page de discussion.
- Les titres sont pré-formatés par le logiciel. Ils ne sont ni en capitales, ni en gras.
- Le texte ne doit pas être écrit en capitales (les noms de famille non plus), ni en gras, ni en italique, ni en « petit »…
- Le gras n'est utilisé que pour surligner le titre de l'article dans l'introduction, une seule fois.
- L'italique est rarement utilisé : mots en langue étrangère, titres d'œuvres, noms de bateaux, etc.
- Les citations ne sont pas en italique mais en corps de texte normal. Elles sont entourées par des guillemets français : « et ».
- Les listes à puces sont à éviter, des paragraphes rédigés étant largement préférés. Les tableaux sont à réserver à la présentation de données structurées (résultats, etc.).
- Les appels de note de bas de page (petits chiffres en exposant, introduits par l'outil «  Source ») sont à placer entre la fin de phrase et le point final[comme ça].
- Les liens internes (vers d'autres articles de Wikipédia) sont à choisir avec parcimonie. Créez des liens vers des articles approfondissant le sujet. Les termes génériques sans rapport avec le sujet sont à éviter, ainsi que les répétitions de liens vers un même terme.
- Les liens externes sont à placer uniquement dans une section « Liens externes », à la fin de l'article. Ces liens sont à choisir avec parcimonie suivant les règles définies. Si un lien sert de source à l'article, son insertion dans le texte est à faire par les notes de bas de page.
- La présentation des références doit suivre les conventions bibliographiques. Il est recommandé d'utiliser les modèles {{Ouvrage}}, {{Chapitre}}, {{Article}}, {{Lien web}} et/ou {{Bibliographie}}. Le mode d'édition visuel peut mettre en forme automatiquement les références.
- Insérer une infobox (cadre d'informations à droite) n'est pas obligatoire pour parachever la mise en page.

Pour une aide détaillée, merci de consulter Aide:Wikification.
Si vous pensez que ces points ont été résolus, vous pouvez retirer ce bandeau et améliorer la mise en forme d'un autre article.
Dominique Laplane, né à Marseille le 11 août 1928, et mort le 18 août 2024 à Mareuil en Périgord (Dordogne), est un neurologue français ayant eu une carrière hospitalo-universitaire à Paris où il fut chef de service à la Pitié-Salpêtrière et professeur à l'université Paris VI.

## Apports scientifiques
Le professeur Dominique Laplane a laissé une empreinte notable dans le domaine de la neurologie et de la neuropsychologie grâce à plusieurs contributions majeures.
1. Étude de l'akinésie psychique et du syndrome frontal apathique : Dominique Laplane a été l'un des premiers à décrire l'akinésie psychique, un syndrome associé à une apathie profonde et à une perte de motivation chez les patients présentant des lésions frontales. Il a montré que ce syndrome était lié à des dysfonctionnements dans les circuits fronto-striatals .
2. Travaux sur la dépression et les troubles psychiatriques d’origine neurologique : Il a également contribué à l'étude des troubles psychiatriques résultant de lésions cérébrales, notamment en explorant les liens entre les altérations cérébrales des circuits frontaux et des troubles comme la dépression, l'apathie et l'obsession .
3. Étude des tumeurs cérébrales et de leurs conséquences neuropsychologiques : Ses recherches ont permis de mieux comprendre l'impact des tumeurs cérébrales, en particulier celles touchant les ganglions de la base et le cortex frontal, sur les fonctions cognitives et comportementales. Ces travaux ont aidé à élaborer des approches cliniques pour l'évaluation et la prise en charge des patients avec de telles tumeurs  .
4. Travaux sur la plasticité cérébrale : Laplane s'est également intéressé à la plasticité cérébrale, en particulier à la capacité du cerveau à se réorganiser après une lésion. Ses travaux dans ce domaine ont enrichi les stratégies de rééducation en neurologie, en montrant comment certaines fonctions perdues pouvaient être partiellement récupérées grâce à cette réorganisation cérébrale .
5. Réflexions sur la conscience et les bases neurologiques des fonctions cognitives : Sur un plan plus théorique, il a développé des réflexions sur les relations entre le cerveau et la conscience. Son ouvrage Qu'est-ce que la conscience ? propose une exploration des fondements neurologiques de la conscience et des fonctions cognitives, dans une perspective intégrant neurologie, psychologie et philosophie .
Ces contributions ont marqué la neurologie clinique, en particulier dans l'étude des syndromes frontaux et des troubles neuropsychiatriques associés à des lésions cérébrales.
Sources :
1. Laplane D, Degos JD. « Akinésie psychique par atteinte du cortex préfrontal mésial ». Revue Neurologique. 1983; 139: 589-595.
2. Laplane D. Étude des troubles neuropsychologiques secondaires aux tumeurs des ganglions de la base. Neuropsychologie clinique et troubles comportementaux. 1990.
3. Dominique Laplane. « Les Syndromes psychiatriques d’origine neurologique ». Journal of Clinical Psychiatry. 1988.
4. Laplane D. « Recherches sur la plasticité cérébrale ». Neuropsychology Research Journal. 1995.
5. Laplane D. Akinésie psychique et syndromes frontaux. Approches cliniques en neuropsychologie. 1983.
6. Laplane D. Qu'est-ce que la conscience ? Éditions Odile Jacob. 2004.

## Ouvrages
- Le bonheur est-il pour les imbéciles ? (publié chez Fayard en 1979)
- Un regard neuf sur le génie du christianisme
- La Pensée d'outre-mots
- Dominique Laplane, un neurologue
- Penser, c'est-à-dire ? : Enquête neurophilosophique
- La Mouche dans le bocal - Essai sur la liberté, l’homme neuronal

## Prix
- Prix Nicolas Missarel de l'Académie française en 1988 pour La Mouche dans le bocal - Essai sur la liberté, l’homme neuronal
- Prix Gegner 2005[5].